# منطقة جنوب أنزل الريفية
منطقة جنوب أنزل الريفية (بالفارسية: دهستان انزل جنوبي) هي أحد المناطق الريفية التابعة لناحية أنزل، مقاطعة أرومية، محافظة أذربيجان الغربية، إيران، وعاصمتها وأكبر قراها هي قولنجي. تضم 34 قرية، ويبلغ عدد سكانها 20560 نسمة حسب إحصاء 2016.